# 村瀬純平
村瀬 純平（むらせ じゅんぺい、1978年3月7日 - ）は、大阪府出身の俳優、脚本家である。

## 来歴
早稲田大学社会科学部に入学し、学内の演劇サークル「絶対安全ピン」で俳優活動を始める。オーディションを経て、1998年に芸能プロダクションプチスマイルに所属。2001年にオフィスジュニアへ移籍し、高倉健主演の映画『ホタル』に漁師の利夫役で出演した。
現在は株式会社リネアストリアを起業し、実業家としても活動している。グロービス経営大学院大学卒業。
- 1997年春 - 早稲田大学内演劇サークル、絶対安全ピンに所属。
- 1998年秋 - プチスマイルのオーディションを受け合格。同期に木内淳一、後の海東健がいる。
- 1999年秋 - 映画『6週間 プライヴェートモーメント』でデビュー。
- 2003年10月10日から12月12日までTBSの金曜ドラマ『ヤンキー母校に帰る』に3年C組生徒の「八十島彰」役で出演。
- 2004年9月 芸能活動をいったん休止。
- 2006年12月 日本に帰国。活動を再開。

## 出演

### 映画
- 6週間 プライヴェートモーメント（アースライズ、1999年製作/2001年公開）
- ホタル（東映、2001年） - 利夫 役[2]
- 実録・北海道やくざ戦争 逆縁（コンセプト、2001年）[3]

### テレビドラマ
- 火曜サスペンス劇場 黒衣の天使（日本テレビ、2000年）[4]
- 東芝日曜劇場 催眠（TBS、2000年）
- 京都迷宮案内 第5シリーズ 第6話（テレビ朝日、2003年） - 岩倉貴哉 役
- 生放送はとまらない!（テレビ朝日、2003年）
- ヤンキー母校に帰る（TBS、2003年） - 3年C組 八十島彰 役[5]
- 水曜プレミア ビー・バップ・ハイスクール（TBS）

### CM
- みんなのGOLF「みんなでみんゴル」編（ソニー・コンピュータエンタテインメント、2000年）
- シマノ「釣れない友人」編（2000年）

### オリジナルビデオ
- 東京 2 激闘極道抗争（東映、2003年）[6]

### 舞台
- 谺、来る（明治座、2004年6月1日 - 27日）